# Avenue du Consul-Général-Nordling (Livry-Gargan)
L'avenue du Consul-Général-Nordling est un important axe de communication des Pavillons-sous-Bois. Suivant le tracé de la route nationale 3, c'est un des principaux axes de la ville.

## Situation et accès
Cette avenue commence son tracé à la limite des Pavillons-sous-Bois, à un endroit dénommé Barrière de Livry, autrefois une porte d’octroi de la ville. Continuant son tracé rectiligne vers le nord-est, elle se termine à la hauteur de l'hôtel de ville.
Elle était autrefois parcourue par le tramway de Livry à Gargan.

## Origine du nom

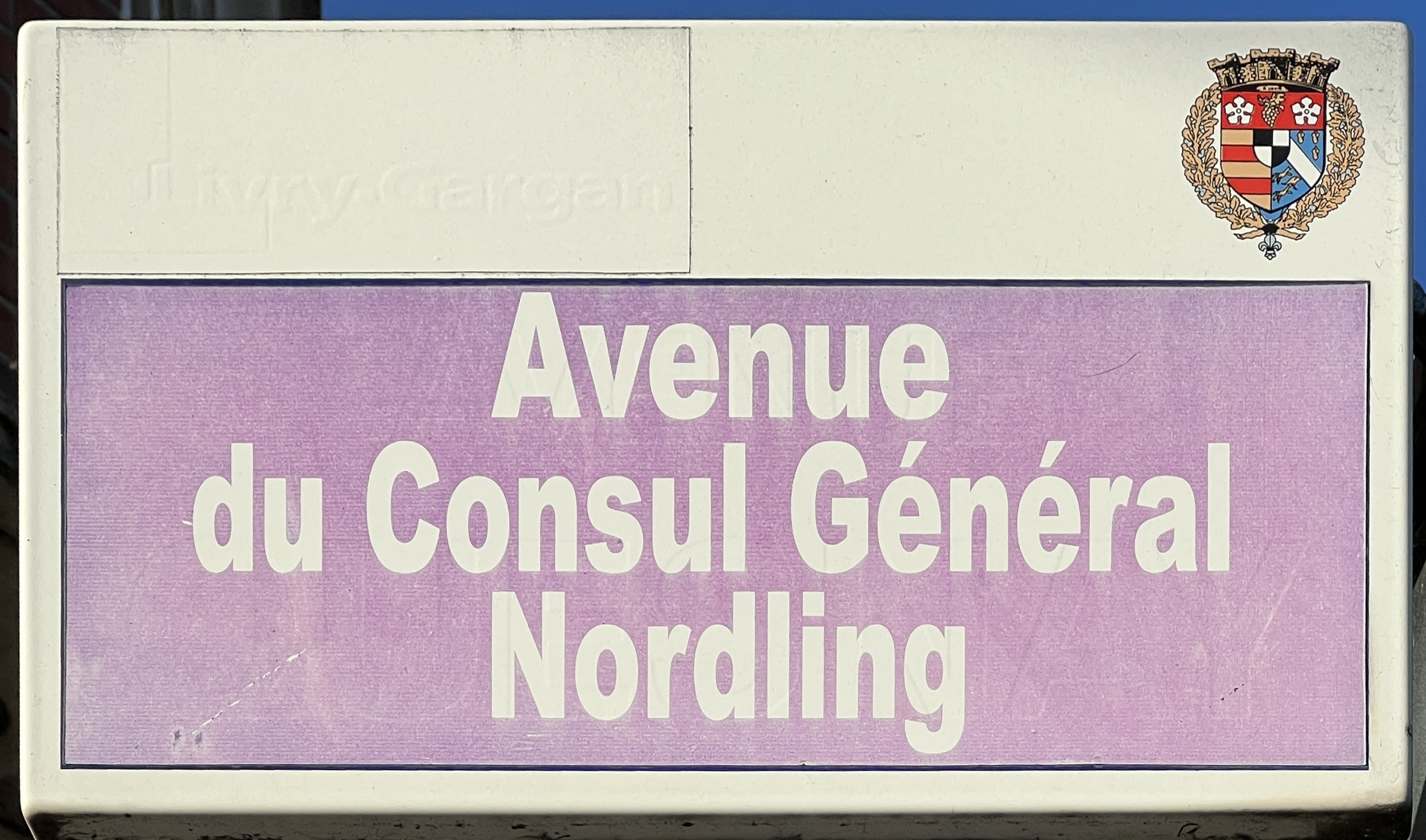
Plaque de l'avenue.

Elle tient son nom de Raoul Nordling, homme d'affaires et consul de Suède, qui joua un rôle important pendant la Libération de Paris. Son nom lui est attribué en 1962.

## Historique
Cette avenue est l'ancienne rue de Paris.

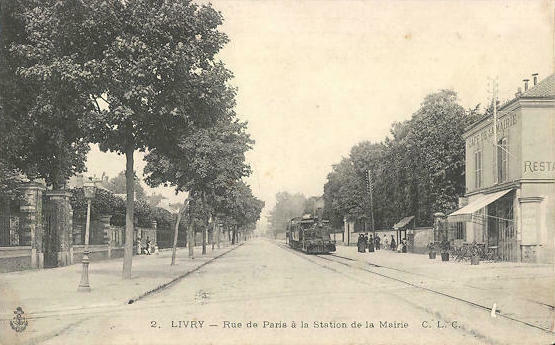
La rue de Paris à la station de la Mairie du tramway, vers 1905.

C'est de la barrière de Livry, à l'angle de l'avenue Charles-de-Gaulle, que partirent le 7 septembre pour la bataille de l'Ourcq, deux bataillons du 104e régiment d'infanterie, emmenés par les taxis de la Marne.

## Bâtiments remarquables et lieux de mémoire
- Au no 2, ancien commissariat de police, ouvert en 1921[4].
- Au no 64, château de la Forêt, construit en 1864, et parc Lefèvre[5].
- Hôtel de ville de Livry-Gargan.
- Cercle nautique de Livry-Gargan, créé en 1953[6].
- Musée municipal[7].

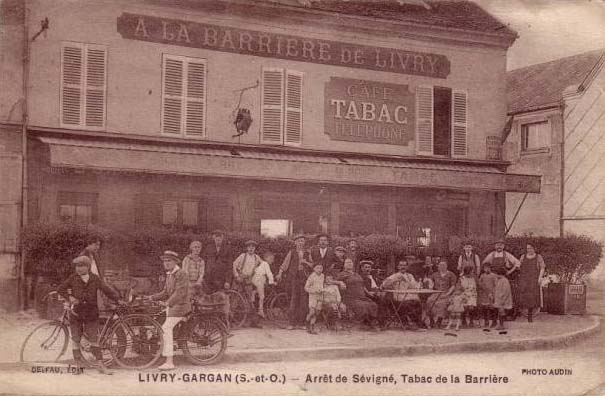
Buraliste À la barrière de Livry, et l'arrêt de Sévigné du tramway.
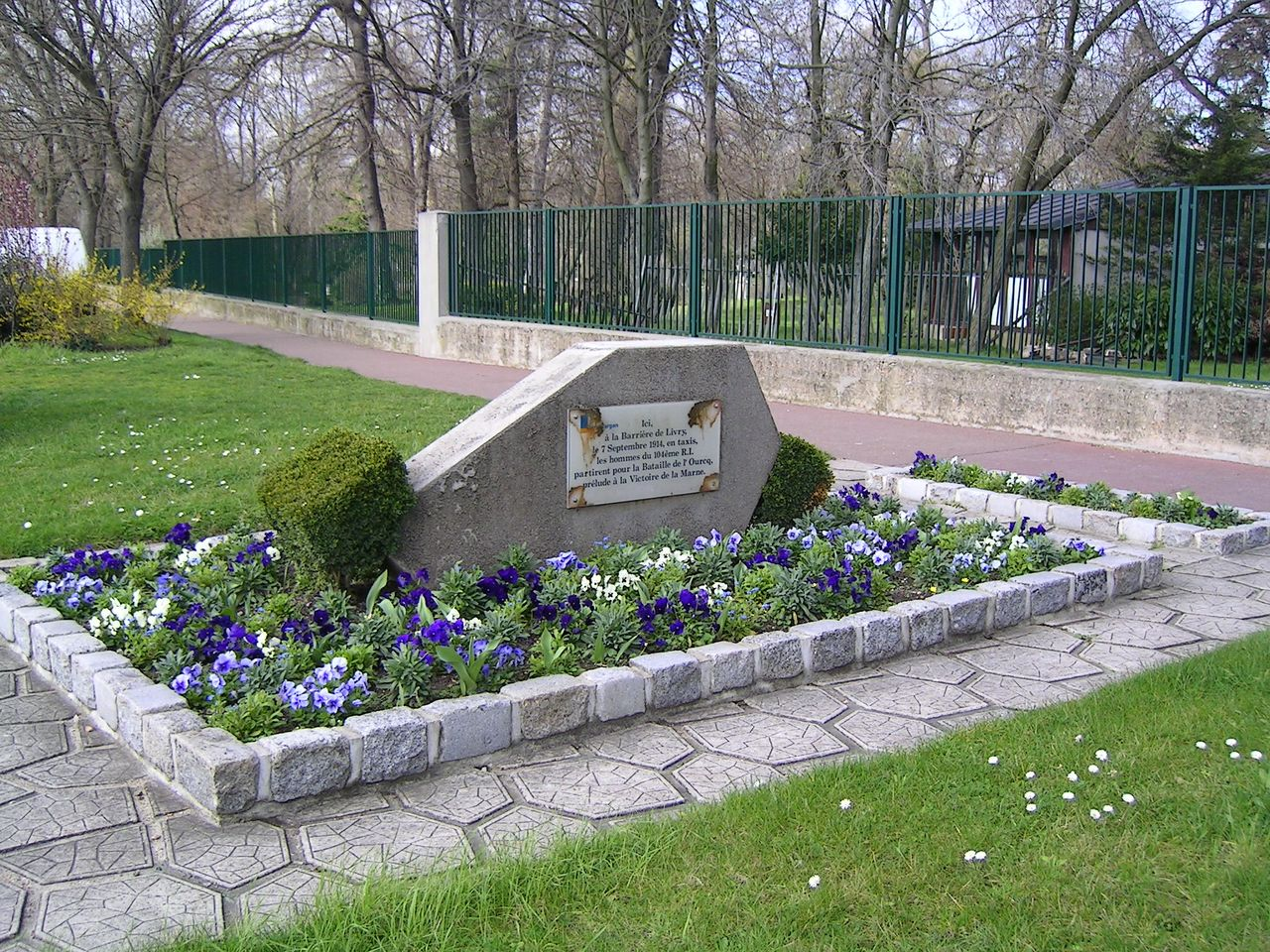
Mémorial des taxis de la Marne, en mars 2007, le long du parc Lefèvre.
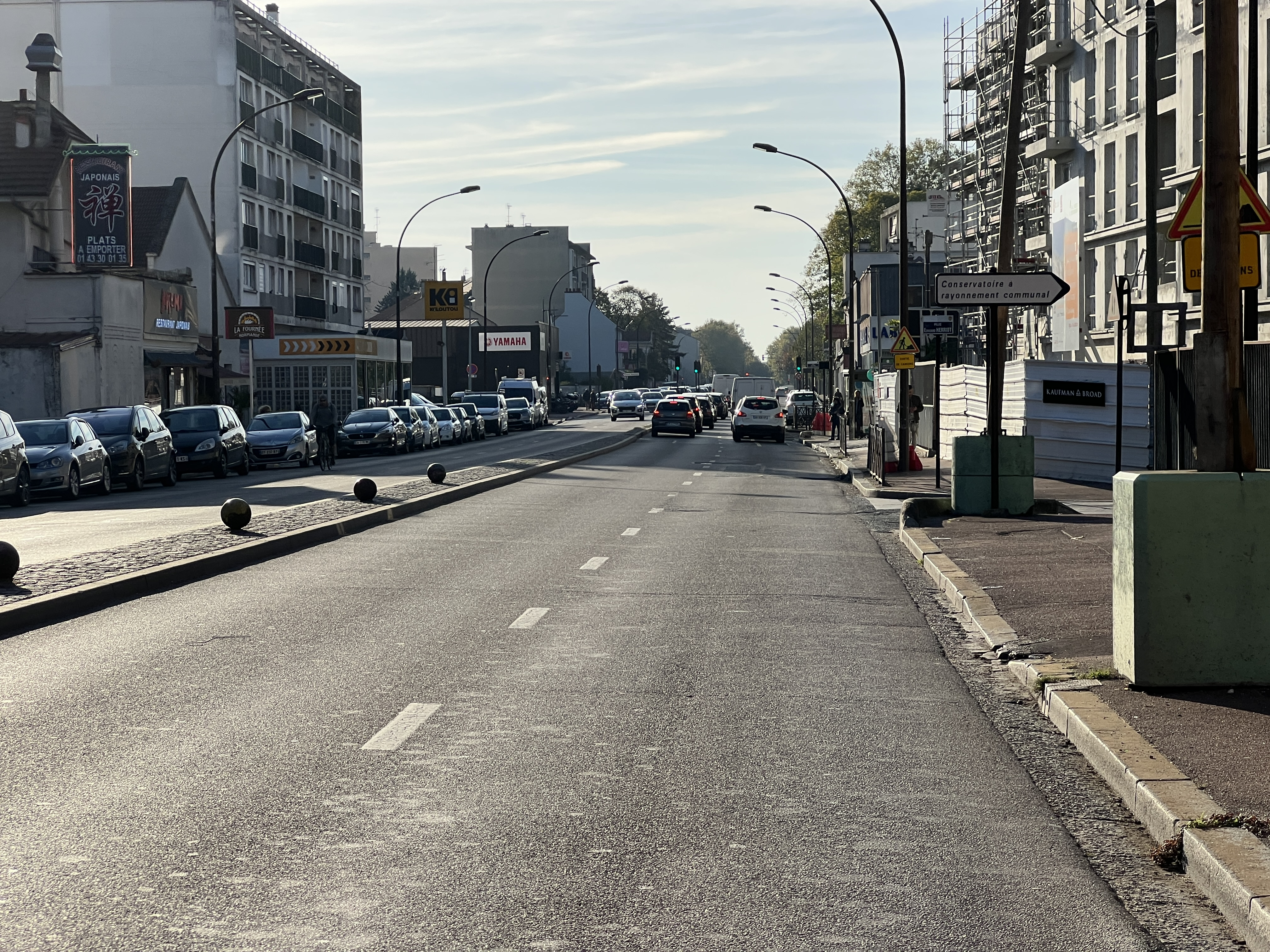
L'avenue en novembre 2022.